# Голубкове (Конотопський район)
Голубко́ве — село в Україні, у Конотопському районі Сумської області. Населення становить 22 осіб. До 2018 орган місцевого самоврядування — Чорнобривкинська сільська рада.

## Географія
Село Голубкове знаходиться неподалік від витоків річки Кубер. За 1 км розташовані села Трудове, Зозулине, Чорнобривкине і Іллінське. Поруч проходить автомобільна дорога Т 1911.

## Населення

### Мова
Розподіл населення за рідною мовою за даними перепису 2001 року:
| Мова       | Кількість | Відсоток |
| ---------- | --------- | -------- |
| російська  | 12        | 54.54%   |
| українська | 9         | 40.91%   |
| білоруська | 1         | 4.55%    |
| Усього     | 22        | 100%     |

## Історія
Село сформувалося із ряду хуторів: Голубків, Гончарів, Ецелаінів, Зозулин, Нерощин, що у ХІХ ст. розташовувалися поряд і зрештою злилися у єдине село Голубкове.
12 червня 2020 року, відповідно до розпорядження Кабінету Міністрів України № 723-р «Про визначення адміністративних центрів та затвердження територій територіальних громад Сумської області», село увійшло до складу Путивльської міської громади.
19 липня 2020 року, в результаті адміністративно-територіальної реформи та ліквідації Путивльського району, увійшло до складу новоутвореного Конотопського району.